# Орлов, Егор Иванович
Его́р Ива́нович Орло́в (2 [14] февраля 1865, Нижегородская губерния — 14 октября 1944, Москва) — химик-технолог, специалист в области органической и минеральной технологии силикатов, академик АН УССР с 1929.

## Биография
Родился 2 (14) февраля 1865 года в селе Покров Княгининского уезда Нижегородской губернии. Отец — Иван Сергеевич Орлов — работал писцом при волостном правлении, письмоводителем у Зыбина, а затем судебным приставом при княгининском съезде мировых судей, в дальнейшем он занялся частной адвокатурой. Мать — Ольга Егоровна. Дед — Никита Павлов — отставной николаевский солдат, который участвовал в подавлении восстания поляков и Севастопольской защите (награжден Георгиевским крестом); скончался в больнице из-за гангрены. У Егора было три брата: старший Николай, а также Александр и Дмитрий. С 1869 по 1874 годы семья жила в Княгинино, в конце 1874 года они переехали в село Лысково.
Учился в приходском училище, в 1875 году поступил в первый класс духовного училища. В 1880 году успешно сдав вступительные экзамены, поступил в первый класс Нижегородской духовной семинарии.
По окончании семинарии, с 1884 года, давал уроки по латинскому языку и математике. Весной 1885 года посетил Москву, где поступил в рабочие к помещику Троицкому, у которого прожил до конца сентября. В 1887 году работал по статистике в земстве (июнь и июль), и второй раз участвовал в статистической работе в 1889 году. В 1889 году поступил на физико-математический факультет (естественное отделение) Московского университета, где стал заниматься аналитической химией в лаборатории профессора В. В. Марковникова.
Учась в университете, отдавал все свободное время работе в лаборатории аналитической и органической химии. Его дипломная работа по органической химии «Жирные нитросоединения 8-го ряда» была оценена профессором Н. Д. Зелинским на «отлично».
После окончания университета в 1894 году был приглашён преподавателем технической химии, а также руководителем технических мастерских в Химико-техническое училище имени Ф. В. Чижова в Костроме.
В 1909 году защитил диссертацию и получил степень магистра технологии.
Знакомился с производством на различных заводах: завод братьев Александровых, Прохоровская мануфактура, химический завод Философова и Резвяковых в Кинешме, фабрика Дербеневых, завод братьев Крестовниковых в Казани. Летом 1900 года посетил Всемирную выставку в Париже вместе со своей супругой В. А. Рукавишниковой. В Костроме он проработал до 1911 года.
9 апреля 1911 г. в Харьковском технологическом институте Орлова утвердили в звании адъюнкт-профессора по кафедре технологии минеральных веществ.
В мае 1914 г. после защиты докторской диссертации, Е. И. Орлову была присуждена степень доктора технологии.
В 1917 году избран ординарным профессором в Харькове, а в октябре того же года — деканом химического факультета, а затем проректором.
В 1924 году стал членом президиума общества Доброхим (Осоавиахим).

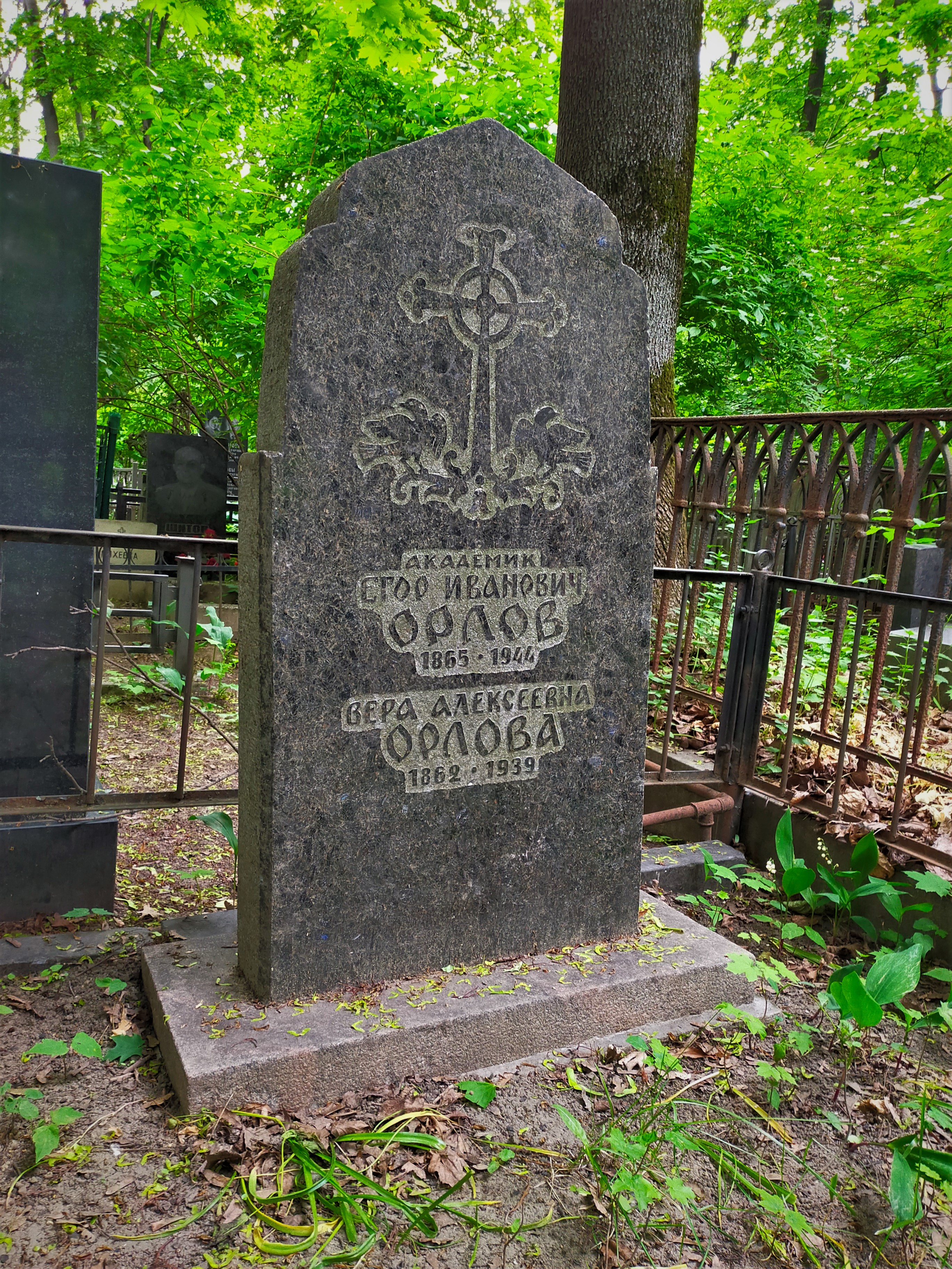
Могила Е. И. Орлова на Введенском кладбище

Выступал на Менделеевском съезде на химической секции, в 1927 г. назначен директором научно-исследовательского института силикатов на Украине (в ней он пробыл 10 лет — 1917—1927 гг.), оставаясь при этом профессором в Харьковском технологическом институте.
1929 г. избран в число членов химико-математической секции Академии наук УССР.
В 1932 г. стал заместителем председателя Научно-технического общества (НТС) силикатной промышленности в Москве, а затем председателем Технико-экономического совета (ТЭС) огнеупорной промышленности до 1 июля 1933 г. В 1932—1934 гг. в Московском институте силикатов и строительных материалов РСФСР становится деканом силикатного факультета и заведующим кафедрой керамики. В 1934—1941 гг. в Московском химико-технологическом институте Д. И. Менделеева заведовал кафедрой керамики, а в Московской академии коммунального хозяйства руководил группой стекла и керамики, также являлся консультантом Оргхима по научно-исследовательской секции до 1935 г. В 1935 г. в Московском институте инженеров коммунального строительства Орлов стал заведовать кафедрой строительных материалов.
Умер 14 октября 1944 года. Похоронен на Введенском кладбище (20 уч.).

## Научные исследования

### Исследования в период с 1899 по 1902 гг
Многие университетские химики того времени устраивались на мануфактурные фабрики, в красильные и ситценабивные цехи, Орлов не стал исключением, он интересовался производством серной кислоты, стеариновой и олеиновой кислот, олеинового мыла. Изучил дело отбелки льняных изделий. По данной тематике им было напечатано 7 книг
В 1898—1899 гг. напечатано три статьи в журнале «Технический сборник и вестник промышленности».

### Исследования в период с 1902 по 1907 гг
Создал и напечатал 16 статей в «Журнале Русского химического общества», четыре из которых по превращению метилового спирта в формальдегид и добычи формалина.
Изданы две книги «Сухая перегонка дерева. Получение древесного порошка и метилового спирта» (1904 г) и «Вопросы, темы и числовые задачи из химии с методами их решений» (1905 г).

### Исследования в период с 1908 по 1911 гг
Исследования данного периода относятся к превращению метилового спирта в формальдегид, добыче формалина, его применению.
Исследовал превращение угля в CO и H2 (соотношение газов 1:2) и дальнейший синтез из этих газов углеводородов: nCO + 2H2 = CnH2n + H2O.
Показал, что из этих газов, при пропускании их над катализатором (никель и палладий на коксе), получается этилен и олефины, наличие этилена он доказал взаимодействием с йодистой ртутью в KI. В дальнейшем способ Орлова был усовершенствован Ф. Фишером и Х. Тропшем, и данная реакция была названа их именами.
Всего вышло в печать 11 научных работ, включая публикации в немецких журналах.

### Исследования в области кинетики (1911—1916)
Исследования данного периода касаются химической кинетики и катализа. 1911—1915 гг. напечатано 14 работ в «Журнале Русского физико-химического общества», выпущена книга «Исследования в области кинетики химических реакций и катализа». В мае 1914 г. защитил докторскую диссертацию, присуждена степень доктора технологии.
В работах по кинетике им применены дифференциальные уравнения вида с указанием вывода:
{\displaystyle {\operatorname {d} \!x \over \operatorname {d} \!t}=k(A-mx);{\operatorname {d} \!x \over \operatorname {d} \!t}=k(A-mx)^{2}}
{\displaystyle {dx \over dt}=k(A-x)\pm k_{1}x;{dx \over dt}=k(A-x)\pm k_{1}\varphi (x)}
В 1914 г. продолжил работы по кинетике в лаборатории Технологического института, в 1915 и 1916 гг. опубликовал две статьи.
В 1915 году в связи с военными действиями и применением немцами удушающих веществ (хлора и хлорацетона) перед химиками был поставлен вопрос о промышленном получении хлора, в ускоренном режиме строились заводы по производству удушающих веществ. Орлов принимал участие в производстве, разрабатывал методики сжижения хлора и добычи его электролитическим путем.

### Исследования в период с 1920 по 1938 гг
1920 гг. изучение состава и свойств зубных цементов, изучение изюмских фосфоритов, силикатной промышленности, также Орлов изучал керамические краски и эмали.
С 1920 по 1931 гг. сделал 42 доклада и научно-исследовательских работ. 1928—1930 гг. изучение доменных шлаков и применение их в цементном производстве, по этой теме опубликовал статью в «Украинском химическом журнале».
1935 г. исследования формальдегида, а также изучение реакций катализа и кинетики химических реакций.

## Педагогическая деятельность
С августа 1895 г. Орлов начал преподавать курс технической химии в Костромском Химико-техническом училище имени Ф. В. Чижова, программа курса касалась технологии минеральных веществ (основная и силикатная технология), преподавал курсы пивоварения, винокурения, мыловарения, производств стеариновой и олеиновой кислот, беления, крашения и ситцепечатания.
С июля 1900 г. по июль 1907 г. работал там же преподавателем химии. В феврале 1907 г. прочёл лекции «Теория крашения тканей» и «Каталитические реакции в химической технологии», после чего Орлову было присуждено звание приват-доцента с правом чтения курса для студентов.
1907—1911 гг. являлся инспектором Костромского промышленного училища, в это время преподавал курс «Вода и топливо» и руководил учебной частью в училищах.
Читал лекции по курсу химической технологии и минеральных веществ, вел курс по черной металлургии, заведовал лабораторией технологии минеральных веществ.

## Промышленные проекты
Наряду с преподавательской деятельностью не прекращал связей с промышленностью: был секретарем Костромского комитета торговли и мануфактуры. Его проекты в области промышленности: 1) по сульфатному делу и добыванию соляной кислоты, 2) по добыванию серной кислоты с тангенциальными камерами системы Теодора Мейера, 3) по сухой перегонке дерева, 4) по добыванию уксусной кислоты из древесного порошка, 5) по добыче формалина, 6) по добыче хлора и хлорной извести. В 1904 г. представил на Первую передвижную выставку кустарей и ремесленников модель кустарного завода сухой перегонки дерева, получения древесного порошка и метилового спирта, за что был удостоен серебряной медали от этого Комитета.
В 1909—1910 гг. под руководством Орлова был организован формалиновый цех на химическом заводе братьев Красавиных близ станции Жилево.
В 1916 г. назначен председателем Северной комиссии по заготовлению удушающих средств, организовал строительство трёх заводов по добыче серной кислоты, получению и сжижению хлора.
В 1920 г. приглашен консультантом на Будянский фаянсовый завод, в трест «Химуголь», на завод Всемирной электрической компании (ВЭК).

## Награды и звания
- Звание заслуженного профессора УССР (1925)
- Член Академии наук УССР (1929)
- Орден Трудового Красного Знамени (17.12.1940) — «в ознаменование 20-летнего юбилея Московского химико-технологического института имени Д. И. Менделеева, за выдающиеся заслуги в деле развития химической науки и подготовки высококвалифицированных инженеров химиков-технологов».
- Звание заслуженного деятеля науки и техники РСФСР (декабрь 1940)

## Семья
9 ноября 1890 г. женился на потомственной дворянке Вере Алексеевне Рукавишниковой. В 1892 г. родилась первая дочь, Ольга, в 1893 г. — вторая, Вера. Дочь Вера окончила высшие женские курсы и специализировалась по ботанике, была ассистенткой у профессора В. С. Буткевича. Умерла из-за тифа в августе 1917 г. 1939 г. смерть супруги Орлова, с которой они прожили 49 лет.

## Увлечения и хобби
Увлекался географией и чертил карты во время обучения в духовном училище. На третьем курсе духовной семинарии увлекался математикой и латинским языком, а также французским языком и чтением Жюля Верна. На четвертом году семинарии стал интересоваться геометрией Эвклида, физикой (курс физики А. Гано на французском).